# Tosha Tsang
Tosha Tsang, född den 17 oktober 1970 i Saskatoon i Kanada, är en kanadensisk roddare.
Hon tog OS-silver i åtta med styrman i samband med de olympiska roddtävlingarna 1996 i Atlanta.